# Михайловка (Марьяновский район)
Миха́йловка — деревня в Марьяновском районе Омской области России. Входит в состав Боголюбовского сельского поселения.

## История
Основана в 1894 году. В 1928 г. село Михайловка состояло из 143 хозяйств, основное население — русские. Центр Михайловского сельсовета Борисовского района Омского округа Сибирского края.

## Население
| 2010 |
| ---- |
| 149  |